# 葉英傑
葉英傑，香港詩人，1999年出版第一本詩集，2019年憑第五本詩集《旁觀生活》獲香港中文文學雙年獎新詩組首獎。
詩集：
- 《只有名字的聖誕卡》（1999年）
- 《電話下的自由》（2002年）
- 《背景音樂》（2008年）
- 《尋找最舒適的坐姿》（2014年）
- 《旁觀生活》（2017年）
- 《時差繁衍》（2021年）
- 《煉》(2025年)

獎項：
- １９９１年第１９屆青年文學獎新詩初級組季軍
- １９９２年第２０屆青年文學獎新詩初級組優異
- １９９３年第２１屆青年文學獎新詩高級組亞軍
- １９９４年第２２屆青年文學獎新詩高級組亞軍
- １９９５年第１７屆理工文藝創作比賽亞軍
- １９９６年第２４屆青年文學獎新詩高級組季軍
- ２０００年香港中文文學創作獎新詩組亞軍
- ２００２年度詩網絡詩獎優異
- ２０１０年香港中文文學創作獎新詩組優異
- ２０１９年第十五屆香港中文文學雙年獎新詩組首獎

在香港另有一位專門攝影的葉英傑，跟寫詩的葉英傑不是同一人。

## 外部連結
- 香港文學資料庫 （页面存档备份，存于）
- 葉英傑／銅鑰詩世界 （页面存档备份，存于）
- 葉英傑的讀詩錄音